# Клер Феерстен
Клер Феерстен (фр. Claire Feuerstein; нар. 28 лютого 1986) — колишня французька тенісистка.
Найвищу одиночну позицію світового рейтингу — 110 місце досягла 18 серпня 2014, парну — 136 місце — 17 травня 2010 року.
Здобула 11 одиночних та 2 парні титули туру ITF.
Найвищим досягненням на турнірах Великого шолома було 2 коло в одиночному розряді.

## Фінали турнірів WTA

### Парний розряд:1 поразка
| Легенда                 |
| ----------------------- |
| Турніри Великого шолома |
| Premier M & Premier 5   |
| Premier                 |
| International (0–1)     |

| Результат | Дата     | Турнір                                | Покриття | Партнерка     | Суперниці                    | Рахунок  |
| --------- | -------- | ------------------------------------- | -------- | ------------- | ---------------------------- | -------- |
| Поразка   | Тра 2009 | Internationaux de Strasbourg, Франція | Ґрунт    | Стефані Форец | Наталі Деші Мара Сантанджело | 0–6, 1–6 |

## Фінали ITF

### Одиночний розряд: 19 (11–8)
| Легенда          |
| ---------------- |
| турніри $100,000 |
| турніри $75,000  |
| турніри $50,000  |
| турніри $25,000  |
| турніри $10,000  |

| Фінали за покриттям |
| ------------------- |
| Тверде (9–7)        |
| Ґрунт (2–1)         |
| Трава (0–0)         |
| Килим (0–0)         |

| Результат | Ранг | Дата     | Турнір                      | Покриття   | Суперниця              | Рахунок             |
| --------- | ---- | -------- | --------------------------- | ---------- | ---------------------- | ------------------- |
| Перемога  | 1.   | Кві 2007 | ITF Бат, Велика Британія    | Тверде (i) | Катержина Ванькова     | 6–3, 6–3            |
| Перемога  | 2.   | Кві 2007 | ITF Торгаут, Бельгія        | Тверде     | Яніна Вікмаєр          | 6–4, 6–4            |
| Перемога  | 3.   | Січ 2008 | ITF Гренобль, Франція       | Тверде (i) | Анн-Лор Ейтц           | 6–3, 4–6, 6–4       |
| Поразка   | 1.   | Бер 2009 | ITF Ліон, Франція           | Тверде     | Чжан Шуай              | 6–1, 1–6, 3–6       |
| Поразка   | 2.   | Бер 2009 | ITF Джерсі, Велика Британія | Тверде (i) | Кеті О'Браєн           | 5–7, 0–1 ret.       |
| Перемога  | 4.   | Жов 2009 | ITF Лімож, Франція          | Ґрунт (i)  | Анаїс Лорендон         | 6–0, 5–7, 6–3       |
| Перемога  | 5.   | Гру 2009 | ITF Пршеров, Чехія          | Тверде (i) | Ксенія Ликіна          | 6–7(5), 6–3, 6–4    |
| Поразка   | 3.   | Лис 2010 | ITF Пршеров, Чехія          | Тверде (i) | Рената Ворачова        | 6–4, 3–6, 5–7       |
| Поразка   | 4.   | Лют 2011 | ITF Ліон, Франція           | Тверде (i) | Анна Ремондіна         | 6–7(6), 3–6         |
| Поразка   | 5.   | Бер 2011 | ITF Діжон, Франція          | Тверде (i) | Алісон ван Ейтванк     | 2–6, 3–6            |
| Перемога  | 6.   | Лип 2011 | ITF Ле-Контамін, Франція    | Тверде     | Анаїс Лорендон         | 7–6(4), 2–6, 7–6(2) |
| Перемога  | 7.   | Жов 2011 | ITF Глазго, Велика Британія | Тверде (i) | Івонн Мойсбургер       | 6–3, 6–1            |
| Поразка   | 6.   | Лют 2012 | ITF Серпрайз, США           | Тверде     | Мішель Ларшер де Бріту | 1–6, 3–6            |
| Поразка   | 7.   | Кві 2012 | ITF Пхукет, Таїланд         | Тверде     | Марта Сироткіна        | 5–7, 6–7(6)         |
| Поразка   | 8.   | Тра 2012 | Open Saint-Gaudens, Франція | Ґрунт      | Маріана Дуке-Маріньо   | 6–4, 3–6, 2–6       |
| Перемога  | 8.   | Жов 2012 | ITF Лімож, Франція          | Тверде (i) | Марина Заневська       | 7–5, 6–3            |
| Перемога  | 9.   | Вер 2013 | ITF Местре, Італія          | Ґрунт      | Настя Колар            | 6–1, 7–6(2)         |
| Перемога  | 10.  | Бер 2014 | ITF Круассі-Бобур, Франція  | Тверде (i) | Рената Ворачова        | 6–3, 4–6, 6–4       |
| Перемога  | 11.  | Бер 2016 | ITF Макон, Франція          | Тверде (i) | Весна Долонц           | 6–2, 4–6, 6–4       |

### Парний розряд: 10 (2–8)
| Легенда          |
| ---------------- |
| турніри $100,000 |
| турніри $75,000  |
| турніри $50,000  |
| турніри $25,000  |
| турніри $10,000  |

| Фінали за покриттям |
| ------------------- |
| Тверде (1–5)        |
| Ґрунт (1–3)         |
| Трава (0–0)         |
| Килим (0–0)         |

| Результат | Ранг | Дата              | Турнір                           | Покриття   | Партнерка             | Суперниці                                   | Рахунок             |
| --------- | ---- | ----------------- | -------------------------------- | ---------- | --------------------- | ------------------------------------------- | ------------------- |
| Поразка   | 1.   | 22 вересня 2009   | ITF Мадрид, Іспанія              | Тверде     | Констанс Сібій        | Ніна Братчикова Ірена Павлович              | 2–6, 4–6            |
| Перемога  | 1.   | 19 жовтня 2009    | ITF Сен-Рафаель, Франція         | Тверде (i) | Стефані Форец         | Маргаліта Чахнашвілі Сільвія Солер Еспіноза | 7–6(4), 7–5         |
| Перемога  | 2.   | 10 травня 2010    | Open Сен-Годан, Франція          | Ґрунт      | Стефані Форец         | Ольга Савчук Анастасія Якімова              | 6–2, 6–4            |
| Поразка   | 2.   | 20 липня 2010     | Les Contamines-Montjoie, Франція | Тверде     | Констанс Сібій        | Джулія Гатто-Монтіконе Федеріка Кверча      | 5–7, 5–7            |
| Поразка   | 3.   | 25 вересня 2010   | Шрусбері, Велика Британія        | Тверде (i) | Долонц Весна Ратківна | Віталія Дяченко Ірена Павлович              | 4–6, 6–4, [6–10]    |
| Поразка   | 4.   | 10 серпня 2010    | Лімож, Франція                   | Ґрунт      | Каролін Гарсія        | Людмила Кіченок Надія Кіченок               | 7–6(5), 4–6, [8–10] |
| Поразка   | 5.   | 15 листопада 2010 | Братислава, Словаччина           | Тверде (i) | Валерія Савіних       | Ірена Павлович Емма Лайне                   | 4–6, 4–6            |
| Поразка   | 6.   | 12 вересня 2010   | Стокгольм, Швеція                | Тверде (i) | Ксенія Ликіна         | Аранча Рус Анастасія Якімова                | 3–6, 6–2, 4–6       |
| Поразка   | 7.   | 25 квітня 2011    | К'яссо, Швейцарія                | Ґрунт      | Анаїс Лорендон        | Івонн Мейсбургер Катрін Верле-Шеллер        | 3–6, 3–6            |
| Поразка   | 8.   | 1 липня 2013      | ITF Ферсмольд, Німеччина         | Ґрунт      | Рената Ворачова       | Сопія Шапатава Анна Татішвілі               | 4–6, 4–6            |